# Natalija Vorozjbit
Natalija Vorozjbit (Oekraïens: Наталія Анатоліївна Ворожбит) (Kiev, 4 april 1975) is een Oekraïens scenarioschrijfster. 
Vorozjbit voltooide in 2000 haar opleiding aan de faculteit Drama aan de Literatoerniy institoet imeni A. M. Gorkogo in Moskou. Ze schrijft haar scripts zowel in het Russisch als in het Oekraïens. 
Samen met de Duitse regisseur Georg Zheno richtte ze het Immigrant Theatre op, waarin vluchtelingen uit Donbass hun verhalen kunnen vertellen. Ze schreef het scenario voor de speelfilm Cyborgs over de verdediging van het vliegveld Sergej Prokovjev bij Donetsk, waar Oekraïense soldaten 242 dagen vochten tegen elitetroepen van Rusland-gezinde separatisten. Vorozjbit reisde daarvoor vier maanden door oorlogsgebied, en sprak met de betrokkenen. De oorlogssituatie in Oekraïne is een vaak terugkerend thema in het werk van Vorozjbit. Zelf nam ze deel aan de protesten in 2013 tegen een douane-unie tussen Oekraïne en Rusland. In deze tijd verzamelde ze ook inspiratie voor nieuw werk.

## Privé
Vorozjbit is getrouwd met Maxim Kurochkin.
- Gemeinsame Normdatei: 1254817468
- International Standard Name Identifier: 0000 0000 5109 2903
- Library of Congress Control Number: no2008100878
- Nationale Bibliotheek van Tsjechië: mzk2018979862
- Nationale Bibliotheek van Israël: 987011066499205171
- Virtual International Authority File: 20151776816918012898